# Țvitove, Zinkiv
Țvitove (în ucraineană Цвітове) este un sat în comuna Birkî din raionul Zinkiv, regiunea Poltava, Ucraina.

## Demografie
Componența lingvistică a localității Țvitove
     Rusă (100%)
Conform recensământului din 2001, toată populația localității Țvitove era vorbitoare de rusă (100%).